# Indo-Pakistan Sign Language
Die Indo-Pakistan Sign Language (IPSL, Indo-Pakistanische Gebärdensprache) ist die vorherrschende Gebärdensprache auf dem südasiatischen Subkontinent und wird von mindestens 15 Millionen gehörlosen Menschen verwendet. Wie bei vielen Gebärdensprachen ist es schwierig, die Anzahl mit Sicherheit zu schätzen, da die indische Volkszählung keine Gebärdensprachen auflistet und sich die meisten Studien auf den Norden und städtische Gebiete konzentrierten. Im Jahr 2024 ist es die am häufigsten verwendete Gebärdensprache der Welt und Ethnologue stuft sie als die 149. am häufigsten „gesprochene“ Sprache der Welt ein.
Einige Wissenschaftler betrachten Varianten in Indien, Pakistan, Bangladesch und möglicherweise Nepal als Variante der indo-pakistanischen Gebärdensprache. Andere erkennen einige Varianten als eigenständige Sprachen an. Der ISO standard unterscheidet derzeit:
- Indian Sign Language (ins),
- Pakistan Sign Language (pks),
- West Bengal Sign Language (Kolkata Sign Language) (wbs)
- Nepalese Sign Language (nsp).[4]

## Status der Gebärdensprache
Gehörlosenschulen in Südasien verfolgen in ihrem Ansatz überwiegend einen oralistischen Ansatz. Anders als die American Sign Language (Amerikanische Gebärdensprache, ASL) und die Gebärdensprachen europäischer Länder erfährt die IPSL keine große offizielle Unterstützung durch die Regierung. Die Gehörlosengemeinschaften des indischen Subkontinents kämpfen noch immer dafür, dass die IPSL den Status einer Gebärdensprache als Minderheitensprache erlangt. Obwohl die Gebärdensprache von vielen Gehörlosen auf dem Subkontinent verwendet wird, wird sie in Schulen nicht offiziell zu Unterrichtszwecken eingesetzt.

### Indien
Im Jahr 2005 verlieh der National Curricular Framework (NCF) dem Gebärdensprachunterricht eine gewisse Legitimität, indem er andeutete, dass Gebärdensprachen als optionale dritte Sprache für hörende Schüler infrage kommen könnten. Der National Council of Educational Research and Training (NCERT) veröffentlichte im März 2006 ein Kapitel über Gebärdensprachen in einem Schulbuch für die dritte Klasse, in dem betont wurde, dass es sich um eine Sprache wie jede andere handelt und „nur eine weitere Art der Kommunikation“. Ziel war es, eine gesunde Einstellung gegenüber Menschen mit Behinderung zu schaffen.
Gehörlosengemeinschaften, NGOs, Forscher und andere Organisationen, die sich für Hörgeschädigte einsetzen, darunter die All India Federation of Deaf (AIFD) und die National Association of the Deaf (NAD), haben große Anstrengungen unternommen, um Indian Sign Language (abgekürzt aus ISL) zu fördern. Bis 2001 gab es in Indien keine offiziellen Kurse für ISL-Unterricht. In dieser Zeit gründete das Ali Yavar Jung National Institute of Hearing and the Handicapped (AYJNIHH) in Mumbai eine ISL-Zelle. Sie startete einen Kurs mit dem Titel „Diploma in India Sign Language Interpreter Course“. Der Lehrplan für den Kurs zielt darauf ab, professionelle Kommunikation in Gebärdensprache und professionelle Dolmetscherfähigkeiten zu entwickeln. Er konzentrierte sich auch auf das grundlegende Verständnis der Gehörlosengemeinschaft und der Gehörlosenkultur. Später wurde der Kurs in regionalen Zentren in Hyderabad, Bhuvaneshwar, Kolkata und Delhi angeboten.
Neben AYJNIHH bieten Organisationen wie Mook Badhir Sangathan in Indore und verschiedene andere Organisationen ISL-Kurse an. Viele NGOs in ganz Indien nutzen ISL, um Englisch und verschiedene akademische und berufliche Kurse zu unterrichten. Zu diesen NGOs gehören ISHARA (Mumbai), Deaf Way Foundation (Delhi), Noida Deaf Society und Leadership Education Empowerment of the Deaf (LEED) (Pune), Speaking Hands Institute for the Deaf (Punjab), usw. Verbände wie die Association of Sign Language Interpreters (ASLI) und die Indian Sign Language Interpreters Association (ISLIA) wurden 2006 bzw. 2008 zur beruflichen Weiterbildung von Dolmetschern in Indien gegründet. In Indien wurden zwei Schulen gegründet, die einen zweisprachigen Ansatz für den Unterricht gehörloser Schüler verfolgen. Bei diesen Schulen handelt es sich um das Bajaj Institute of Learning (BIL) in Dehradun und die Mook Badhir Sangathan in Indore. Neben der Gründung von Organisationen, die sich für Gehörlose einsetzen, gab es in Indien einen Anstieg der Forschung zur Gebärdensprache. Zu den jüngsten Forschungsergebnissen zählen die Studien von Wissenschaftlern der Jawaharlal Nehru University (JNU) und der University of Delhi. Außerdem wird an Problemen und dem Bewusstsein für IPSL sowie an der Typologie von IPSL-Verben gearbeitet. Darüber hinaus arbeiten Wissenschaftler weiterhin an linguistischen Aspekten von IPSL sowie an Varianten von IPSL. Zu den Schritten der indischen Regierung zur Förderung der Gebärdensprache zählt die Gründung des ISLRTC. Allerdings ist die Autonomie des Forschungszentrums ein Streitthema, das noch nicht geklärt ist.

### Pakistan
In Pakistan leben 0,24 Millionen Gehörlose, das sind etwa 7,4 % der gesamten Menschen mit Behinderung des Landes.

## Varietäten
Es gibt in dieser Region viele Varianten von Gebärdensprachen, darunter viele Enklaven häuslicher und lokaler Gebärdensprachen wie die Ghandruk Sign Language, Jhankot Sign Language und Jumla Sign Language in Nepal sowie die Alipur Sign Language in Indien, die offenbar Isolierte Sprachen sind. Es gibt auch verschiedene Gebärdensprachen in Sri Lanka, die möglicherweise nicht einmal miteinander verwandt sind. Die städtischen Varianten in Indien, Pakistan, Nepal und Bangladesch sind jedoch eindeutig verwandt. Es besteht Uneinigkeit darüber, ob diese verwandten Varianten als eigenständige Sprachen betrachtet werden sollten.
- Woodward (1992a) untersuchte den Wortschatz der Gebärdensprachvarietäten in Karachi (Sindh, Pakistan), Delhi (NCT, India), Bombay (Maharashtra, India), Bangalore (Karnataka, India) and Calcutta (West Bengal, India). Er fand Übereinstimmungsraten von 62-71 % zwischen dem Wortschatz von Karachi einerseits und den vier indischen Varietäten andererseits und folgerte, dass „die Gebärdensprachenvarietäten in Indien und Pakistan unterschiedliche, aber eng verwandte Sprachvarietäten sind, die derselben Sprachfamilie angehören“.[8]
- Woodward (1993) erweiterte seine Forschungen aus dem Jahr 1992, indem er die Ergebnisse aus Indien und Pakistan mit neuen Daten aus Nepal verglich und zu dem vorläufigen Schluss kam, dass die Gebärdensprachvarianten Indiens, Pakistans, Nepals und wahrscheinlich auch Bangladeschs und Sri Lankas so eng verwandt sind, dass sie tatsächlich eine einzige Gebärdensprache darstellen könnten.[9]
- Ulrike Zeshan (2000) kam aufgrund ihrer eigenen Forschungen in Karachi und Neu-Delhi zu dem Schluss, dass die Grammatik der beiden Sprachen identisch sei und es nur geringe Unterschiede im Wortschatz gebe. Sie schlug vor, dass die indischen und pakistanischen Varianten eine einzige Sprache darstellten, führte den Begriff „Indo-Pakistan Sign Language“ ein und lehnte die Vorstellung getrennter indischer und pakistanischer Gebärdensprachen entschieden ab.[3]
- Der ISO-Standard 639-3 kategorisiert diese Varianten als drei separate Gebärdensprachen in Indien und Bangladesch, Pakistan und Nepal. Ethnologue (2016), das dem ISO-Standard folgt, erkennt die Verwandtschaft dieser Varianten sowie die Kontroverse darüber an, ob es sich um eine oder mehrere Sprachen handelt.[10] They identify the following variety within India: Bangalore-Chennai-Hyderabad Sign Language, Mumbai-Delhi Sign Language and  Kolkata Sign Language.
- Johnson and Johnson (2016)[11] stellten in einer vergleichenden Studie der in Delhi, Kolkata und Dhaka verwendeten Gebärden fest, dass sich die in Delhi verwendete Sprache so sehr von der in den Städten in Bengalen verwendeten unterschied, dass die gegenseitige Verständlichkeit beeinträchtigt war. Zwischen den in Kolkata und Dhaka verwendeten Gebärden wurden genügend Ähnlichkeiten festgestellt, um eindeutig nachzuweisen, dass diese Städte dieselbe Gebärdensprachenvariante verwenden.

Während das Gebärdensystem in IPSL größtenteils einheimisch zu sein scheint, sind Elemente in IPSL aus der British Sign Language (Britischen Gebärdensprache) abgeleitet. Beispielsweise verwenden die meisten IPSL-Gebärden heutzutage das Fingeralphabet, das auf dem Fingeralphabet der British Sign Language basiert, während nur vereinzelte Gruppen ein einheimisches, auf Devanagari basierendes Fingeralphabetssystem verwenden (beispielsweise gehörlose Studenten und Absolventen der Schule für Gehörlose in Vadodara/Baroda, Gujarat). Darüber hinaus hat der Kontakt mit ausländischen Gehörlosen in jüngster Zeit zu ziemlich umfangreichen Anleihen aus International Signs und (entweder direkt oder über International Sign) aus der American Sign Language (Amerikanische Gebärdensprache) geführt. Von einer kleinen Anzahl Gehörloser in und um Bengaluru wird oft gesagt, dass sie die American Sign Language verwenden (aufgrund einer dort seit langem bestehenden ASL-Gehörlosenschule); es ist jedoch wahrscheinlich korrekter zu sagen, dass sie ein Lexikon verwenden, das größtenteils auf ASL (oder Signed English) basiert, während sie auch ein nicht unerhebliches IPSL-Element einbeziehen. Darüber hinaus ist die verwendete Grammatik, unabhängig von den einzelnen verwendeten Zeichen, eindeutig IPSL und nicht ASL.
Berichten zufolge arbeitet die Delhi Association for the Deaf mit der Jawaharlal Nehru University zusammen, um eine Standard-Gebärdensprache für Indien zu entwickeln.

## Geschichte

### Frühe Geschichte
Obwohl Diskussionen über Gebärdensprachen und das Leben gehörloser Menschen in der Geschichte der südasiatischen Literatur äußerst selten sind, gibt es in Texten aus der Antike einige Hinweise auf gehörlose Menschen und gestische Kommunikation. Symbolische Handgesten, bekannt als Mudra, werden seit Jahrhunderten in religiösen Kontexten im Hinduismus, Buddhismus und Zoroastrianismus verwendet, obwohl Gehörlose im Buddhismus oft von der Teilnahme an Ritualen oder der Religionszugehörigkeit ausgeschlossen wurden. Darüber hinaus werden im klassischen indischen Tanz und Theater oft stilisierte Handgesten mit besonderer Bedeutung verwendet.
Ein früher Hinweis auf Gesten, die von Gehörlosen zur Kommunikation verwendet wurden, findet sich in einem islamischen Rechtskommentar aus dem 12. Jahrhundert, der Hidayah. In diesem einflussreichen Text haben Gehörlose (oder „stumme“) Menschen in Bereichen wie Vermächtnissen, Heirat, Scheidung und Finanztransaktionen Rechtsstatus, wenn sie gewohnheitsmäßig mit verständlichen Zeichen kommunizieren.
Anfang des 20. Jahrhunderts wurde in den Gemeinden der Naga-Berge eine hohe Zahl an Taubheiten beobachtet. Wie auch anderswo unter ähnlichen Umständen (siehe beispielsweise die Al-Sayyid-Beduinen-Gebärdensprache) hatte sich eine Dorfgebärdensprache entwickelt, die sowohl von gehörlosen als auch hörenden Mitgliedern der Gemeinde verwendet wurde. Der Ethnologe und politische Beamte John Henry Hutton schrieb:
"As one might expect ... of men without the art of writing, the language of signs has reached a high state of development... To judge how highly developed is this power of communicating by signs, etc., it is necessary only to experience a Naga interpreter's translation of a story or a request told to him in sign language by a dumb man. ... Indeed the writer has known a dumb man make a long and detailed complaint of an assault in which nothing was missing except proper names, and even these were eventually identified by means of the dumb man's description of his assailants' dress and personal appearance." (bezogen auf die Naga Sign Language)
Es ist jedoch unwahrscheinlich, dass eines dieser Zeichensysteme mit der modernen IPSL verwandt ist, und Gehörlose wurden in der gesamten südasiatischen Geschichte weitgehend als soziale Außenseiter behandelt.

### Internate für Gehörlose
Die dokumentierte Gehörlosenbildung begann in den 1830er Jahren mit Sozialdiensten, Missionsschulen und Waisenhäusern und „arbeitete zunächst mit lokal entwickelter gestischer oder gebärdensprachlicher Kommunikation, manchmal mit Simultansprache“. Später im 19. Jahrhundert wurden Internate für Gehörlose gegründet, die (zunehmend) dazu neigten, einen oralistischen Ansatz anstelle der Verwendung von Gebärdensprache im Klassenzimmer zu verfolgen. Zu diesen Schulen gehörten das Bombay Institution for Deaf-Mutes, das in den 1880er Jahren von Bischof Leo Meurin gegründet wurde, und Schulen in Madras sowie Calcutta, die in den 1890er Jahren eröffnet wurden. Bald folgten weitere Internate, wie die 1902 gegründete School for Deaf and Dumb Boys in Mysore, eine 1913 gegründete Schule in Dehiwala im heutigen Sri Lanka, und die 1923 gegründete Ida Rieu School for blind, deaf, dumb and other defective children in Karachi im heutigen Pakistan.
Während einige Schüler, die nicht mit der oralistischen Methode lernen konnten, mit Gebärden unterrichtet wurden, zogen es viele Schüler vor, miteinander in Gebärdensprache zu kommunizieren, manchmal zum Ärger ihrer Lehrer. Die erste Studie der Gebärdensprache dieser Kinder, die fast sicher mit der modernen IPSL verwandt ist, wurde 1928 von der britischen Lehrerin HC Banerjee durchgeführt. Sie besuchte drei Internate für gehörlose Kinder in Dacca, Barisal und Kalkutta und beobachtete, dass „in all diesen Schulen die Lehrer die Entwicklung der Gebärdensprache verhinderten, die trotz dieser offiziellen Missbilligung gewachsen und gedieh“. Sie verglich das Gebärdenvokabular der verschiedenen Schulen und beschrieb die Gebärden in Worten in einem Anhang.
Von einem seltenen Fall einer öffentlichen Veranstaltung, die in Gebärdensprache abgehalten wurde, berichtete eine Mission in Palayamkottai im Jahr 1906:
"Our services for the Deaf are chiefly in the sign language, in which all can join alike, whether learning Tamil, as those do who belong to the Madras Presidency, or English, which is taught to those coming from other parts."

## Popkultur
Die Indo-Pakistan Sign Language kommt in zahlreichen indischen Filmen vor, beispielsweise:
- Koshish, Film von 1972 über ein gehörloses Paar
- Mozhi, Film von 2007 über die Liebesgeschichte eines gehörlosen Mädchens
- Khamoshi: The Musical, ein Film von 1996 über ein gehörloses Paar mit einer Tochter, die Musikerin wird.
- Black, ein Film aus dem Jahr 2005 über ein blindes und taubes Mädchen, der teilweise auf dem Leben von Helen Keller basiert.

## Forschung zur Spracherkennung am Computer
Es gibt eine beträchtliche Menge an Forschung zur Erkennung von Gebärdensprachen am Computer,
wobei der Fokus jedoch viel weniger auf der Indian Sign Language liegt. Aufgrund der politischen Kluft werden indische und pakistanische Gebärdensprachen im Allgemeinen unterschiedlich wahrgenommen, was zu fragmentierter Forschung führt. Es gab einige Initiativen, die offene Ressourcen für indische und pakistanische Gebärdensprachen sammeln.

## Weiterführende Literatur
- Deshmukh, Dilip: Sign Language and Bilingualism in Deaf Education, Deaf Foundation, Ichalkaranji, India 1997, URL https://bilingualism.in/wp-content/uploads/2022/09/new-deaf-New.pdf, Archiv-URL https://web.archive.org/web/20240515200357/https://bilingualism.in/wp-content/uploads/2022/09/new-deaf-New.pdf, Archiv-Datum: 15. Mai 15 2024
- Sulman, Nasir; Zuberi, Sadaf: Pakistan Sign Language – A Synopsis, Sustainable Development Networking Programme, Pakistan 2002, ID Academia.edu: 2708088
- Sinha, Samar: A Skeletal Grammar of Indian Sign Language, MPhil dissertation, Jawaharlal Nehru University, New Delhi 2003
- Sinha, Samar: A Grammar of Indian Sign Language, PhD, Jawaharlal Nehru University, New Delhi 2008
- Ali Imran; Abdul Razzaq; Irfan Ahmad Baig; Aamir Hussain; Sharaiz Shahid; Tausif-ur Rehman: Dataset of Pakistan Sign Language and Automatic Recognition of Hand Configuration of Urdu Alphabet through Machine Learning, Data in Brief Juni 2021, Vol. 36, S. 107021, doi:10.1016/j.dib.2021.107021, pmid 33937455, pmc 8076696, bibcode 2021DIB....3607021I